# Alcirona indica
Alcirona indica är en kräftdjursart som beskrevs av Hugo Frederik Nierstrasz 1931. Alcirona indica ingår i släktet Alcirona och familjen Corallanidae. Inga underarter finns listade i Catalogue of Life.